# Società Storica Lombarda
La Società Storica Lombarda è un'associazione di studi storici, umanistici e scientifici costituita a Milano nel 1873 dallo storico milanese Cesare Cantù.
È formata da 450 soci e insieme ad altre 30 associazioni di tutte le regioni d'Italia fa parte del sistema delle Deputazioni di storia patria, istituti in prevalenza sorti a cavallo fra l'Unità d'Italia e il primo Novecento.

## Storia
L'associazione fu fondata il 12 dicembre 1873 e il suo statuto fu approvato il 30 dicembre dello stesso anno. Nel 1874 venne pubblicato il primo volume dell'Archivio Storico Lombardo. Giornale della Società storica Lombarda con ampia prefazione del fondatore Cantù.
Fu riconosciuta come "Ente Morale" con regio decreto 17 ottobre 1907 n. 442.
Nel 1935 l'attività delle società storiche venne centralizzato e divennero dipendenti dalla "Giunta centrale per gli studi storici"; l'associazione venne trasformata in "Regia Deputazione di Storia Patria per la Lombardia" e mantenne sede in Milano, avendo come circoscrizione «le provincie di Bergamo, Brescia, Como, Cremona, Mantova, Milano, Pavia, Sondrio, Varese ed in genere i dominii del Ducato di Milano».
Nel 1947 divenne nuovamente indipendente.

## Attività
Come previsto dall'articolo 1 dello Statuto attuale:

## Sedi
L'associazione ebbe sede inizialmente presso l'Archivio Storico Civico in San Carpoforo e dal 1897 si trasferì presso il Castello Sforzesco.
Dopo la seconda guerra mondiale si trasferì presso Casa Manzoni.
Dal 2013 ha sede nel palazzo di Brera presso la Biblioteca Nazionale Braidense.

## Archivio Storico Lombardo
Dal 1874 pubblica l'Archivio Storico Lombardo, rivista di studi storici, con contributi dei principali studiosi di storia lombarda.

## Presidenti
- Cesare Cantù (1873-1876)

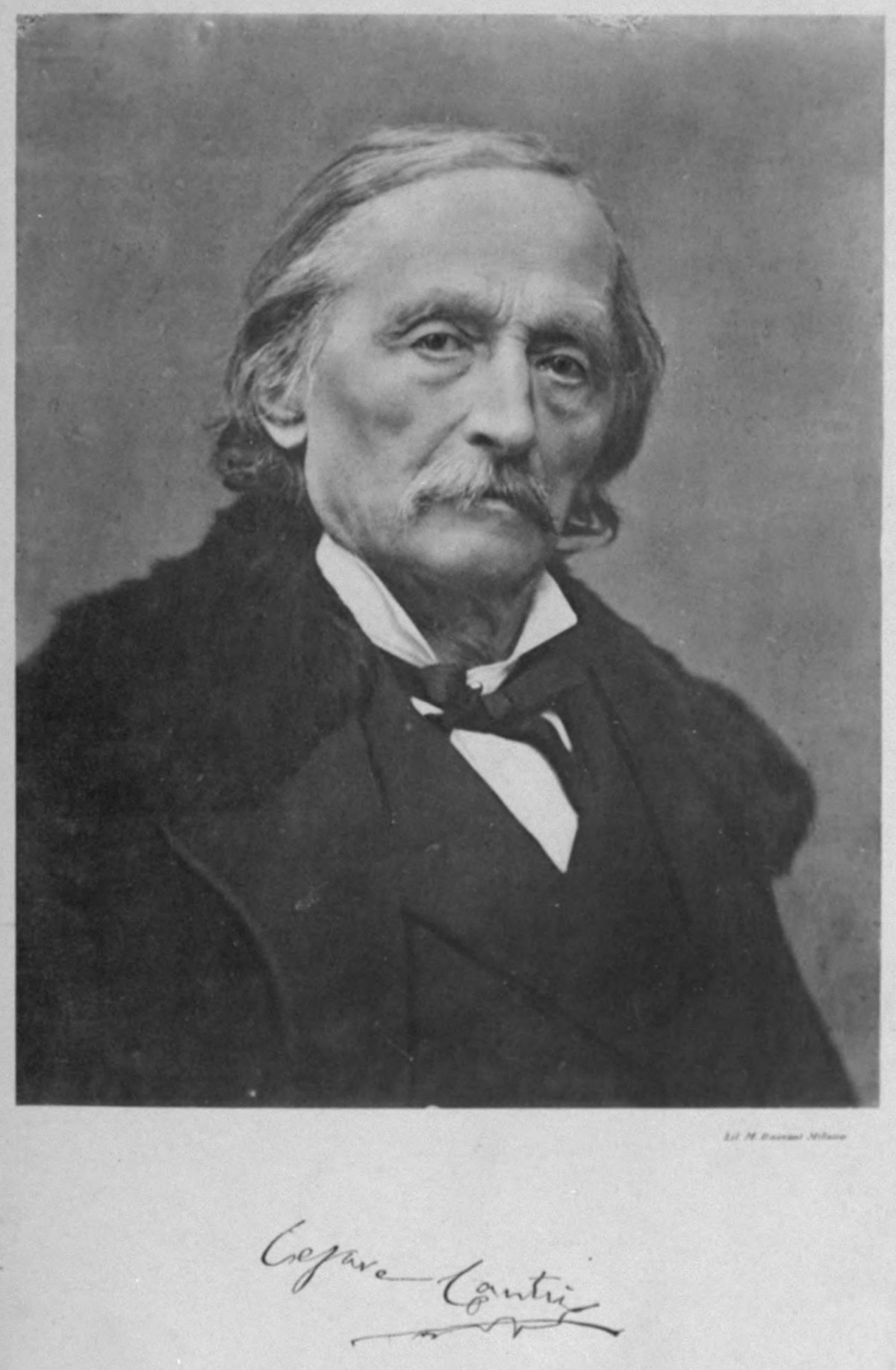
Cesare Cantù

- Ercole Oldofredi Tadini (1876-1877)
- Giulio Porro Lambertenghi (1878-1885)
- Cesare Cantù (1885-1895)
- Felice Calvi (1895-1899)
- Francesco Novati (1899-1915)
- Emanuele Greppi (1916-1931)
- Alessandro Giulini (1931-1935)
- Antonio Monti (1935-1936)
- Enrico Besta (1936-1952)
- Alessandro Casati (1952-1955)
- Gian Piero Bognetti (1955-1963)
- Pietro Vaccari (1963-1964)
- Franco Valsecchi (1964-1969)
- Annibale Brivio Sforza (1969-1980)
- Claudio Cesare Secchi (1980-1981)
- Franco Arese Lucini (1981-1991)
- Gaetano Barbiano di Belgiojoso (1991-2007)
- Gian Battista Origoni della Croce (2007-2013)
- Luigi Orombelli (2013-)